# Diaspidiotus caryae
Diaspidiotus caryae är en insektsart som beskrevs av Kosztarab 1963. Diaspidiotus caryae ingår i släktet Diaspidiotus och familjen pansarsköldlöss. Inga underarter finns listade i Catalogue of Life.